# Mont-Saint-Aignan
Mont-Saint-Aignan (pronunciación en francés: /mɔ̃ sɛ̃t‿ɛɲɑ̃/) es una población y comuna francesa, en la región de Normandía, departamento de Sena Marítimo, en el distrito de Ruan. Es el chef-lieu del cantón de su nombre.
Es la localidad natal de mítico ciclista francés Jacques Anquetil (1934-1987).

## Demografía
| 625 | 976 | 754 | 1 617 | 1 929 | 2 116 | 2 382 | 2 369 | 2 567 | 2 603 | 2 888 | 3 045 | 2 909 | 2 985 | 3 115 | 3 408 | 3 379 | 3 729 | 4 151 | 4 242 | 4 316 | 4 942 | 5 262 | 5 588 | 5 845 | 6 585 | 7 358 | 9 989 | 16 031 | 19 146 | 19 736 | 19 961 | 21 265 | 20 500 | 20 207 |
| Para los censos de 1962 a 1999 la población legal corresponde a la población sin duplicidades (Fuente: INSEE [Consultar]) |     |     |       |       |       |       |       |       |       |       |       |       |       |       |       |       |       |       |       |       |       |       |       |       |       |       |       |        |        |        |        |        |        |        |